# جامعة ناغاساكي
جامعة ناغاساكي (باليابانية: 長崎大学 - ناغاساكي دايغاكو) (بالإنجليزية: Nagasaki University) هي جامعة وطنية في اليابان يقع مقرها الرئيسي في مدينة ناغاساكي بمحافظة ناغاساكي. وقد تأسست في عام 1949. تُعرف الجامعة باسم شوداي (باليابانية: 長大) (بالإنجليزية: Chōdai).

## نبذة عن الجامعة
تعود جذور الجامعة إلى أقدم مدرسة طبية في اليابان «مركز تدريب طبي» الذي افتتح في عام 1857 من قبل الطبيب العسكري في البحرية الهولندية يوهانس ليخديوس كاثارينوس بومبي فان ميردرفورت في مكتب الصلح في ناغاساكي. ثم بعد ذلك إلى جامعة ناغاساكي الطبية، التي تأسست عام 1923، وهي إحدى الجامعات العامة السابقة في جامعة روكو الطبية.
تأسست جامعة ناغاساكي في عام 1949 (سنة 24 من فترة شووا)، من خلال دمج العديد من المؤسسات الوطنية، وهي كلية ناغاساكي الطبية (بما في ذلك مستشفى الكلية وكلية العلوم الصيدلانية)، وكلية ناغاساكي للاقتصاد ومدرسة ناغاساكي العادية ومدرسة ناغاساكي للشباب العادية ومدرسة ناغاساكي الثانوية. (نظرًا لعدم وجود جامعة طبية في هيروشيما في عام 1945، أصبحت جامعة ناغاساكي الطبية الجامعة الطبية الوحيدة في العالم التي تضررت من القنبلة الذرية.)
بعد الحرب العالمية الثانية، تم دمج جامعة الطب والمدارس الأخرى في محافظة ناغاساكي في جامعة شاملة تهدف لمحو الأمية.
تضم جامعة ناغاساكي الوطنية كلية ناغاساكي الطبية وكلية العلوم الصيدلانية وكلية ناغاساكي الاقتصادية ومدرسة ناغاساكي الحكومية ومدرسة ناغاساكي الحكومية للشباب. تأسست كل مدرسة في تاريخ مختلف منذ فترتي ميجي وتايشو. تم نقل الحرم الجامعي ودمجه من الخمسينيات إلى الستينيات من القرن الماضي وتتواجد ستة كليات من أصل تسعة (كلية التربية، وكلية مصايد الأسماك، وكلية الهندسة، وكلية العلوم الصيدلانية، وكلية العلوم البيئية، وكلية الدراسات الاجتماعية متعددة الثقافات) في الحرم الجامعي أيشي بونكيو (باليابانية: 愛知文教大学) في مدينة ناغاساكي بينما تقع كلية الطب وكلية طب الأسنان ومستشفى ناغاساكي الجامعي في حرم ساكاموتو في مدينة ناغاساكي. تقع كلية الاقتصاد فقط في حرم كاتافوتشي في مدينة ناغاساكي،
كذلك تضم الجامعة مستشفى جامعة ناغاساكي، وهو ملحق بمعهد طب المناطق الحارة ويتشاركان في استخدامه وفي إجراء الأبحاث فيه، وتُقام فيه أبحاث لعلاج السرطان. كما تضم الجامعة كلية للمصايد.
في عام 2020 (السنة الثانية من فترة رييوا)، تم تأسيس «كلية المعلومات وعلوم البيانات» وذلك بعد إنشاء كلية الدراسات الاجتماعية متعددة الثقافات بست سنوات.
في أبريل 2019 أُعلن عن سياسة عدم توظيف المدخنين «لحماية صحة الطلاب وأعضاء هيئة التدريس». وقد قُرر إنشاء عيادة خارجية جديدة لغير المدخنين في الحرم الجامعي في مايو. يوجد حوالي 4000 عضو في هيئة التدريس، ومعدل التدخين اعتبارًا من أغسطس 2018 حوالي 8٪.
تضم الجامعة العديد من الكليات وخاصة كليات العلوم. في عام 1997 (السنة التاسعة من فترة هيسي)، تأسست أول كلية للعلوم البيئية في البلاد ثم في أبريل 2014 تأسست كلية الدراسات الاجتماعية الوحيدة في البلاد.

### كليات ومدارس كانت جزءا من الجامعة
- مركز يوجوشو الطبي (أسسه الجراح الهولندي يوهانس بومبي عام 1857)
- جامعة ناغاساكي الطبية (تأسست في أبريل 1923، كانت سلفها هي المدرسة الثانوية الخامسة للطب التي تأسست عام 1887)
- كلية الصيدلة بجامعة ناغاساكي الطبية
- كلية الطب بجامعة ناغاساكيالطبية ← مدرسة ناغاساكي الثانوية
- كلية ناغاساكي الاقتصادية (مدرسة ناغاساكي التجارية العليا سابقًا والتي تأسست في مارس 1905)
- مدرسة ناغاساكي العادية (تأسست عام 1943. كانت في الأصل مركز التدريب التعليمي لمدرسة محافظة ناغاساكي الابتدائية، التي تأسست عام 1874 (السنة السابعة من فترة مييجي))
- مدرسة ناغاساكي للشباب العادية (تأسست عام 1944. كانت في الأصل مركز تدريب المعلمين في مدرسة الأعمال التكميلية بمحافظة ناغاساكيوالذي أنشئ في عام 1921)

### فلسفة الجامعة وأهدافها الأساسية
الفلسفة
تعمل جامعة ناغاساكي على تغذية المُهج والقلوب مع الحفاظ على الثقافة التقليدية المتجذرة في ناغاساكي من أجل تطوير التنمية المتناغمة للمجتمع وخلق علم يساهم في نشر السلام في الأرض.
الأهداف
1. بناءً على إنجازاتنا البارزة في مجالات طب المناطق الحارة - الأمراض المعدية وعلوم الطب الإشعاعي، سوف نتعاون في المجالات ذات الصلة مثل الطب الوقائي واقتصاديات الصحة متعددة التخصصات للمساهمة في تحسين صحة الإنسان على مستوى العالم.
2. سنعمل على تعزيز التطور والتدويل في جميع مجالات التعليم والبحث علاوة على تعزيز التعاون مع الجامعات رفيعة المستوى في اليابان وخارجها، وإصلاح أنظمة الإدارة والتشغيل ونقل الموارد الداخلية بشكل مناسب. سنسعى لتحسين قوة الجامعة ككل وبناء أساس للتطور حتى تصبح جامعتنا الأفضل في العالم.
3. من أجل تلبية متطلبات مجتمع معولم، سنعمل على تعزيز الإصلاحات التعليمية الاستراتيجية والشاملة التي تهدف إلى تحقيق معايير دولية للتعليم وتدويل الجامعات وتوسيع آفاق الدراسة في الخارج للطلاب اليابانيين ومعالجة القضايا الإقليمية. لتطوير ما تملكه الموارد البشرية في جامعة ناغاساكي من قدرات على سبر الأغوار ولعب دور نشط في المجتمع الدولي حيث تتعايش الثقافات المتعددة.
4. سنعمل على تطوير درجة البكالوريوس وكسيها بشخصية فريدة من شأنها الاستجابة على الفور للقضايا الفعلية من خلال الجمع بين تعليم الفنون الليبرالية والتأسيس لمشاركة الطلاب ومدهم بمَلكة إيجاد الحلول والقدرة على التفكير الإبداعي ومهارات الاتصال وتطوير معارفهم التخصصية. بالإضافة إلى ذلك، نهدف للربط بين التعليم الجامعي الجديد وإصلاح التعليم في المدارس الثانوية وسنقوم بتطوير وإدخال طرق جديدة ومتطورة لاختيار الطلاب لقياس الصفات والقدرات متعددة الأوجه.
5. بصفتنا جامعة مجتمعية، سنكون قاطرة التنشيط الإقليمي في عصر العولمة بتوفير تعليم رفيع وأبحاث بَارِزة تهدف لتطوير الإدارة المحلية والصناعة والرعاية الصحية والتعليم والسياحة مع تلبية احتياجات المنطقة. سنركز بصورة خاصة على التعليم والبحث في المجالات المميزة التي تساهم في التنمية المستدامة للمجتمعات المحلية، مثل الطاقة البحرية والموارد البيولوجية البحرية وبيئة المياه والرعاية المجتمعية والرعاية الطبية وإلغاء الأسلحة النووية والتركيز على القضايا العالمية. بالإضافة إلى ذلك، سنعمل على تعزيز التعاون مع فوكوشيما، والذي استمر منذ زلزال شرق اليابان الكبير، كما نهدف للمساهمة في خلق مستقبل فوكوشيما.

في نهاية حرب المحيط الهادئ، أُسقطت قنبلة نووية على مدينة ناغاساكي. ولهذا السبب، أنشأت جامعة ناغاساكي مركز أبحاث إلغاء الأسلحة النووية (بالإنجليزية: RECNA) ويركز على الرعاية الطبية لمن تعرضوا للإشعاع. وتماشيا مع هذا الهدف، يقدم المركز الدعم للمناطق المتضررة من حادث محطة فوكوشيما النووية الأولى لتوليد الطاقة (فوكوشيما داي إتشي) في أعقاب زلزال شرق اليابان الكبير (زلزال وتسونامي توهوكو 2011) وحادث محطة تشيرنوبل للطاقة النووية الذي سبقه.

## تاريخ الجامعة
- 1949 (سنة 24 من فترة شوا)
  - 31 ماي - إنشاء جامعة ناغاساكي بعد إصدار قانون إنشاء المدارس الوطنية. ومعها تم إنشاء خمس كليات (كلية الطب، كلية الاقتصاد، كلية الصيدلة، كلية الآداب والعلوم، كلية مصايد الأسماك). المقر الرئيسي هو كوزينماتشي.
    - في جامعة ناغاساكي، تم تحديد هذا اليوم باعتباره ذكرى افتتاح المدرسة، وفيه تلغى الدروس ولكن في السنوات الأخيرة يتم التعامل معه على أنه يوم محاضرة لدرء تضييع ساعات الفصل.

  - أغسطس - إنشاء قسم أمورا العام للفنون الليبرالية وإدارة الفنون الليبرالية العامة في ناغاساكي.
  - نوفمبر- أقيم حفل افتتاح جامعة ناغاساكي في قاعة كلية الاقتصاد.
- مايو 1950 (سنة 25 من فترة شوا) - تم دمج أقسام الفنون الليبرالية العامة في أومورا وناغاساكي وتم إنشاء مدرسة فرع أومورا. نُقلت كلية تكنولوجيا المصايد من مدينة أومورا إلى مدينة ساسيبو ونُقلت كلية الصيدلة من مدينة أشعيا إلى مدينة ناغاساكي [9]
- مارس 1951 (سنة 26 من فترة شوا) - افتتاح كلية التجارة.
- مارس 1953 (سنة 28 من فترة شوا) - نُقلت كلية الفنون الحرة من مدينة أومورا إلى أوباشيماشي بمدينة ناغاساكي (تقع حاليًا في حرم بونكيو [10]).
- 10 أبريل 1954 (سنة 29 من فترة شوا) - نُقلت المدرسة الفرعية من مدينة أومورا إلى أوباشيماشي بمدينة ناغاساكي.
- 24 أكتوبر 1955 (سنة 30 من فترة شوا) - نُقل مقر جامعة ناغاساكي من كوزينماتشي إلى أوباشيماشي.
- أغسطس 1961 (سنة 36 من فترة شوا) - نُقلت كلية تكنولوجيا المصايد من مدينة ساسيبو إلى مدينة أوهاشي.
- أبريل 1964 (سنة 39 من فترة شوا) - ألغيت المدرسة الفرعية وأنشأ قسم الفنون الحرة.
- أبريل 1966 (سنة 41 من فترة شوا) - تم افتتاح كلية الهندسة. تغيير اسم كلية الآداب والعلوم إلى كلية التربية.
- 1979 (سنة 54 من فترة شوا) - إنشاء كلية طب الاسنان.
- 1984 (سنة 59 من فترة شوا) - إنشاء قسم كلية التكنولوجيا الطبية للمبتدئين.
- 1997 (سنة 9 من فترة هيسي) - إنشاء كلية علوم البيئة. ألغيت قسم الفنون الليبرالية.
- 1998 (سنة 10 من فترة هيسي) - وقعت إعادة هيكلة شاملة لكلية التربية.
  - تم دمج الدورات الأربع التي كانت تهدف إلى تدريب المعلمين في دورة تدريب معلمي التعليم المدرسي (ثلاث دورات: التعليم الابتدائي وتعليم ذوي الاحتياجات الخاصة والتعليم الثانوي).
  - تم إنشاء دورة تعليم ثقافة المعلومات (ثلاث دورات لوسائل الإعلام والثقافة المتقاطعة والثقافة الفنية) بغرض تدريب المعلمين.
- 2000 (سنة 12 من فترة هيسي) - وقعت إعادة هيكلة مدرسة التجارة لتوفر دروسا ليلية تابعة لكلية الاقتصاد.
- 2002 (سنة 14 من فترة هيسي) - تم تعليق صلاحيات قسم كلية التكنولوجيا الطبية للتعيين بسبب إعادة الهيكلة في القسم الطبي.
- 2004 (سنة 16 من فترة هيسي) - تحولت الجامعة إلى مؤسسة وطنية بموجب قانون مؤسسة الجامعة الوطنية.
- 2006 (سنة 18 من فترة هيسي) - وقع تحويل قسم الصيدلة التابع لكلية الصيدلة إلى نظام 6 سنوات وتم إنشاء قسم الصيدلة بنظام 4 سنوات.
- 2008 (سنة 20 من فترة هيسي) - تم إنشاء كلية الدراسات العليا للتنمية الصحية الدولية.
- 2011 (سنة 23 من فترة هيسي)
  - ألغت كلية التربية مقرر تعليم ثقافة المعلومات (إيقاف التعيين عام 2008).
  - تم فصل كلية الدراسات العليا للعلوم والتكنولوجيا إلى كلية الدراسات العليا للهندسة وكلية الدراسات العليا لمصايد الأسماك وعلوم البيئة.
- 2014 (سنة 26 من فترة هيسي) - إنشاء كلية الدراسات الاجتماعية متعددة الثقافات.
- 2015 (سنة 27 من فترة هيسي) - وقع دمج كلية الدراسات العليا في العلوم الطبية وطب الأسنان والصيدلة، قسم طب المناطق الحارة وكلية الدراسات العليا للتنمية الصحية الدولية، قسم التنمية الصحية الدولية لإنشاء كلية الدراسات العليا لطب المناطق الحارة والصحة العالمية (برنامج ماجستير)).
- 28 يناير 2019 (سنة 31 من فترة هيسي) - بدء أشغال بناء مرفق أبحاث مسببات الأمراض للسلامة الأحيائية من المستوى 4.[11]
- 2020 (السنة الثانية من فترة رييوا)
  - 16 يناير - منظمة تعزيز تطوير الصناعة الطبية كوبي (محافظة هيوغو، مدينة كوبي) واتفاقية الشراكة الشاملة.[12]
  - 4 أبريل - افتتاح كلية المعلومات وعلوم البيانات.[13]
- 2021 (السنة الثالثة من فترة رييوا) - اتفاقية تعاون مع مايكروسوفت اليابان ومستشفى غوتو سوهو في محافظة ناغاساكي للطب الاتصالي لعلاج التهاب المفاصل الروماتويدي.[14]

## البيانات الأساسية

### الحرم الجامعي
العناوين مكتوبة وفق نظام العنونة الياباني [بالإنجليزية]
- حرم بونكيو الجامعي (1-14 بونكيوماتشي، مدينة ناغاساكي، 852-8521)
- حرم ساكاموتو الجامعي (1-12-4 ساكاموتو، مدينة ناغاساكي، 852-8523)
- حرم كاتافوتشي (4-2-1، كاتافوتشي، مدينة ناغاساكي، 850-8506)

### العلامة التجارية
وقع تأسيس العلامة التجارية لجامعة ناغاساكي في الفاتح من أبريل سنة 2005 بعد إنشاء شركة الجامعة الوطنية (باليابانية: 国立大学法人).

### الشعار الرسمي
|  | استخدمت العلامة المختصرة NU (بالإنجليزية: Nagasaki University) موضوعة على قوس السفينة الهولندية لفترة طويلة ونظرًا لأن التصميم لم يكن واضحًا فقد تم تعديله وتفصيله. يرمز الشعار لتاريخ جزيرة دييما في كونها كانت واحدة من نقاط الاتصال القليلة مع الدول الأجنبية بما في ذلك هولندا خلال فترة إيدو عندما كانت اليابان معزولة. |

### الشعار المختصر
|  | الشعار المختصر يحاكي في شكله حرف N اللاتيني في كلمة Nagasaki. يرمز الخط الأيسر (الأزرق) لـ"أقصى البحر والمجتمع الدولي وراء المحيط"، ويرمز الخط الأوسط (الأصفر) لـ"الطلاب وهيئة التدريس والموظفين"، ترمز النقاط لـ"الخلق"، والجانب الأيمن (الأخضر) يمثل "أرض اليابان" بطبيعتها الخضراء الوفيرة، ويمثل تداخل هذه الأشكال "الانسجام والمساهمة" في كل مجال. |

### أغنية الجامعة
أُلفت أغنية الجامعة عام 1962 (في سنة 37 من فترة شووا) وتغنى في مراسم الانخراط والتخرج.
كلمات: إسامو هيراو (كان حينها أستاذ مشارك في كلية التجارة للمبتدئين، جامعة ناغاساكي)
تلحين: شيجيري أرووِرا (كان حينها طالبا في السنة الرابعة بكلية الاقتصاد)
توزيع: يوشيوكي أوكي (كان حينها أستاذ في كلية الطب بجامعة ناغاساكي، وماسيترو أوركسترا جامعة ناغاساكي)

## الدورات والدروس

### الكليات الجامعية

#### كلية الاقتصاد
- قسم الاقتصاد الشامل
  - دورة الاقتصاد والسياسة (أعيد تنظيمها من 2014)
  - دورة الاقتصاد العالمي (أعيد تنظيمها من 2014)
  - دورة المالية
  - دورة الإدارة والمحاسبة (انظر أعلاه، دروس نهارية)
  - دورة اقتصادية شاملة (خاصة بالدروس الليلية)

#### كلية التربية

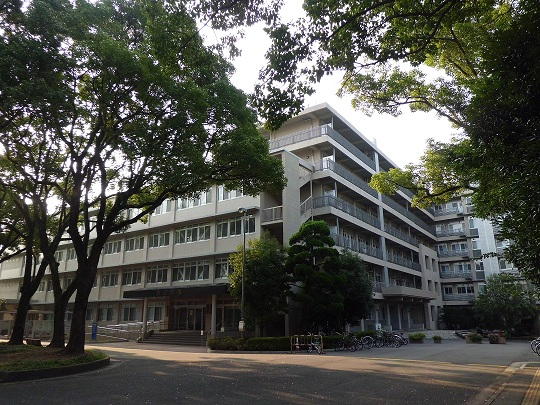
مبنى كلية التربية

- دورات تدريبية لمعلمي التعليم المدرسي
  - دورة تعليم المدرسة الابتدائية (تخصص فهم الأطفال - تخصص عناوين الدروس - تخصص استخدام تكنولوجيا المعلومات والاتصالات - تخصص فهم متعدد الثقافات)
  - دورة التعليم بالمدرسة الثانوية (تخصص اللغة اليابانية - تخصص الاجتماعيات - تخصص الرياضيات - تخصص العلوم - تخصص الموسيقى - تخصص الفنون - تخصص الصحة والتربية البدنية - التخصص التقنيات - تخصص الشؤون المنزلية - تخصص اللغة الإنجليزية)
  - دورة تعليم روض الأطفال (تخصص تنمية الحس الفني - تخصص رعاية أطفال)
  - دورة تعليم الدعم الخاص

#### مدرسة الطب
- قسم الطب
  - دورة تطوين الدكاترة الباحثين
- قسم الرعاية الصحية (برنامج مدته 4 سنوات)
  - تخصص التمريض
  - تخصص العلاج الطبيعي
  - تخصص العلاج الوظيفي

#### كلية طب الأسنان
- قسم طب الأسنان
  - دورة دراسة طب الأسنان

#### كلية الصيدلة

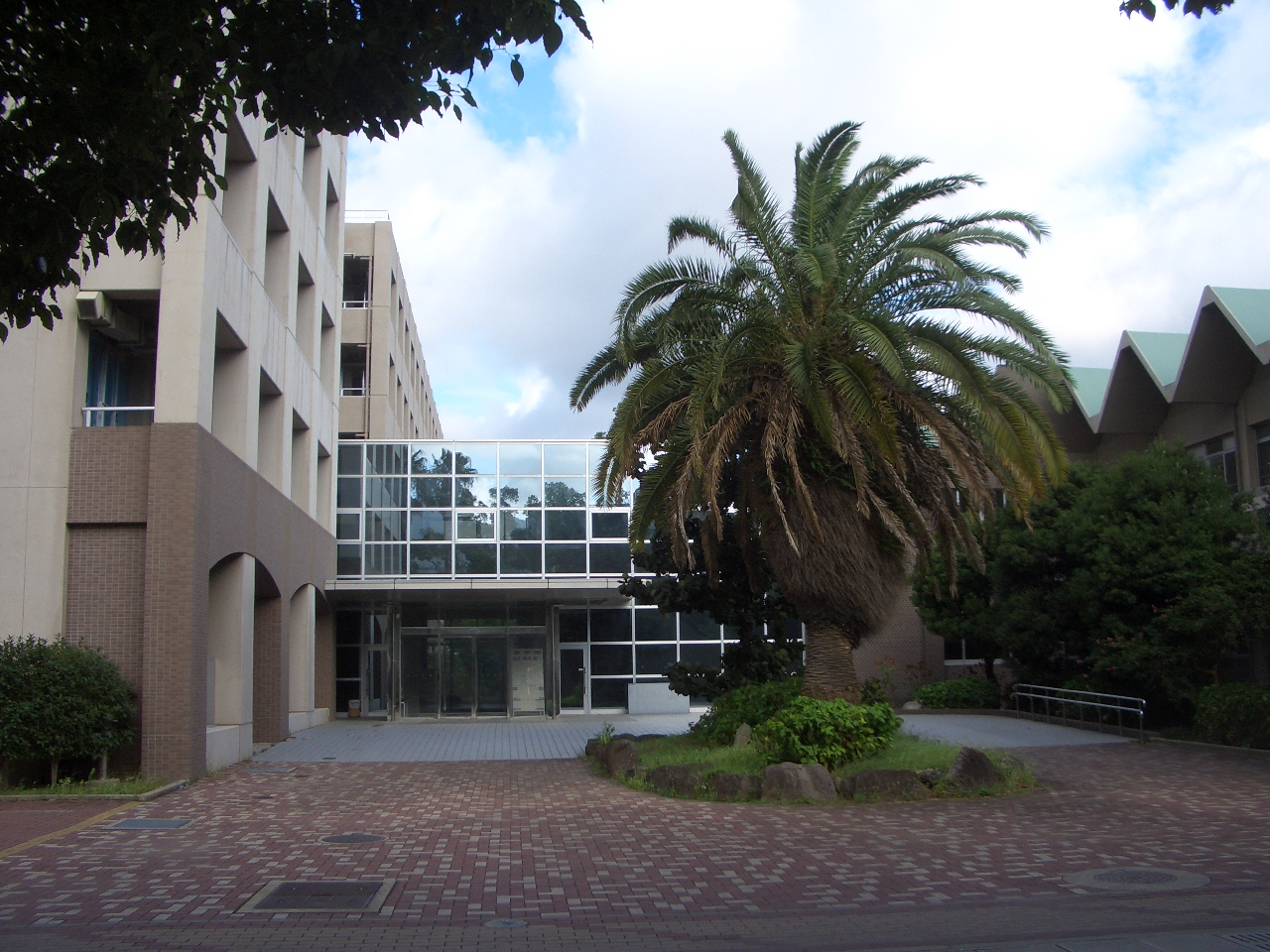
مبنى كلية الصيدلة

- قسم الصيدلة (برنامج مدته 6 سنوات)
- قسم الصيدلة (برنامج مدته 4 سنوات)

#### كلية الهندسة

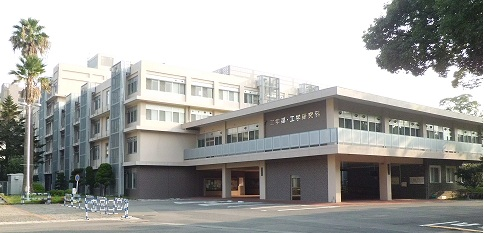
مبنى كلية الهندسة

حتى عام 2009، كان كل قسم من كلية الهندسة مستقلًا، ولكن في عام 2010 (سنة 22 من فترة هيسي) وقعت إعادة هيكلتها إلى سبعة أقسام وأربعة دورات، واعتبارًا من 2011 (سنة 22 من فترة هيسي) تحولت إلى نظام الست دورات والقسم الواحد.
- قسم الهندسة
  - دورة الهندسة الميكانيكية
  - دورة الهندسة الكهربائية والإلكترونية
  - دورة هندسة المعلومات
  - دورة الهندسة الإنشائية
  - دورة هندسة التصميم البيئي الاجتماعي
  - دورة الكيمياء - هندسة المواد

فترة 2005-2010
- هندسة النظم الميكانيكية
  - قسم هندسة النظم الميكانيكية (الهندسة الميكانيكية - هندسة النظم)
- الهندسة الكهربائية والمعلوماتية
  - قسم الهندسة الكهربائية والإلكترونية (الهندسة الكهربائية - الهندسة الإلكترونية)
  - قسم هندسة نظم المعلومات (هندسة المعلومات - هندسة النظم)
- هندسة النظام البيئي
  - قسم الهندسة الإنشائية (الهندسة المدنية - الهندسة المعمارية - الهندسة الميكانيكية)
  - قسم هندسة التنمية الاجتماعية (الهندسة الحضرية - الهندسة المدنية)
- الكيمياء - تطوير المواد
  - قسم هندسة المواد
  - قسم الكيمياء التطبيقية (الكيمياء الصناعية)

#### كلية تكنولوجيا المصايد
- قسم الثروة السمكية
  - دورة إدارة الإنتاج البحري
  - دورة علوم الأحياء البحرية

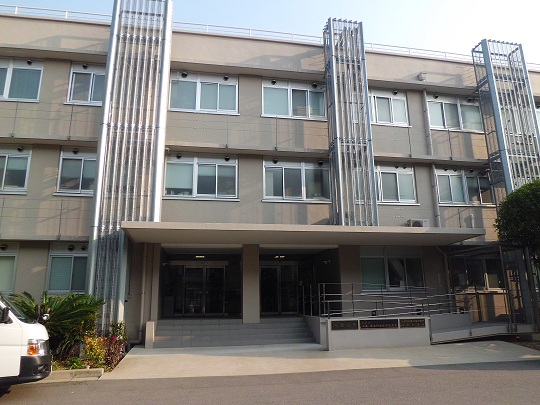
مبنى كلية المصايد

  - دورة الكيمياء الحيوية التطبيقية البحرية
  - دورة علوم البيئة البحرية

#### كلية علوم البيئة

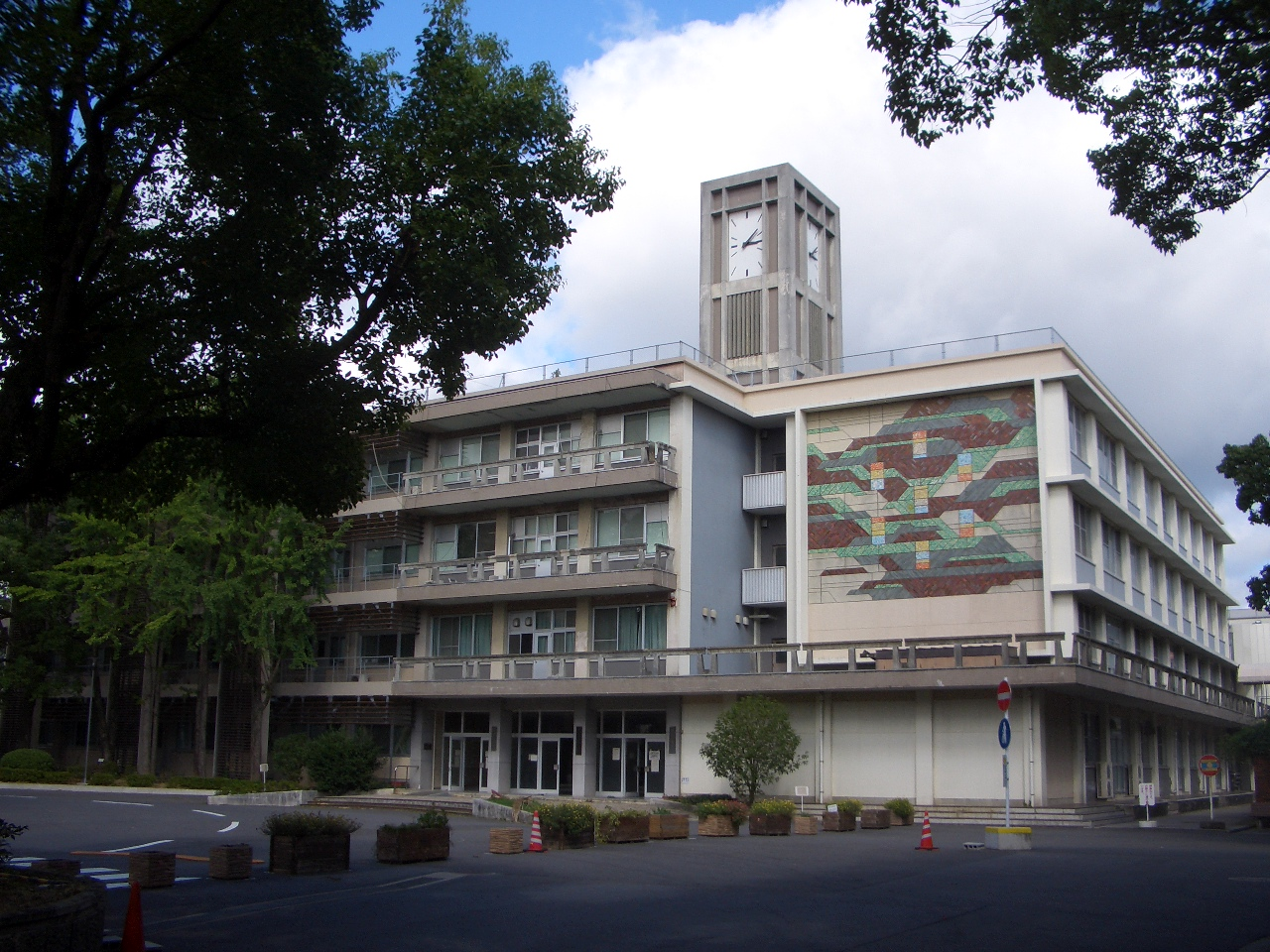
مبنى الفنون والعلوم الليبرالية - مبنى العلوم البيئية

- قسم علوم البيئة
  - دورة السياسة البيئية
  - دورة التصميم لحماية البيئة

#### كلية الدراسات الاجتماعية متعددة الثقافات

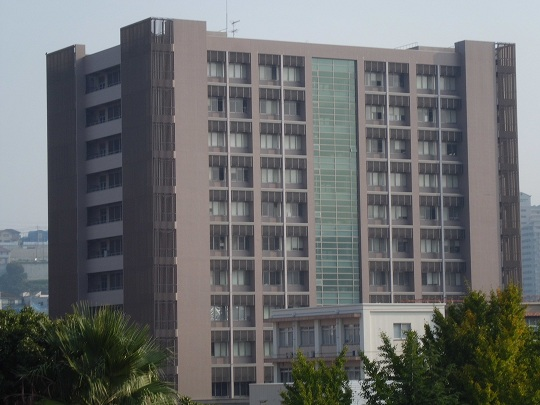
مبنى التعليم العام والبحوث

- قسم الدراسات الاجتماعية متعددة الثقافات
  - دورة المجتمع العالمي
  - دورة الثقافة التكافلية
  - دورة الديناميات الاجتماعية
  - دورة خاصة هولندية

#### كلية المعلومات وعلوم البيانات
تم إنشاء الكلية في أبريل 2020 (السنة الثانية من فترة رييوا)
- قسم المعلومات وعلوم البيانات
  - دورة علوم المعلومات
    - نموذج دورة إنترنت الأشياء
    - نموذج دورة هندسة النظم

  - دورة علوم البيانات
    - نموذج دورة نظام المعلومات الطبية - الحياتية
    - نموذج الدورة الاجتماعية - السياحية

يتم اختيار كل دورة في نهاية الفصل الدراسي الأول، ويُقدم «طلب اختيار» يتم تحديده في وقت النجاح والانتقال إلى السنة الثانية (ومع ذلك، فإن الدورات الإلزامية تبدأ من الفصل الثالث من السنة الأولى)

### كليات الدراسات العليا
- كلية الدراسات العليا للاقتصاد
  - قسم الاقتصاد وسياسة الأعمال (برنامج الماجستير)
    - دورة بحثية
    - دورة ماجستير في إدارة الأعمال

  - تخصص صنع القرار الإداري (دورة الدكتوراه)
- كلية الدراسات العليا في التربية
  - تخصص ممارسة مهنة التدريس (دورة الشهادة المهنية، مدرسة الدراسات العليا في مهنة التدريس)
    - فهم الطفل - دورة الدعم الخاص
    - إدارة الفصل - دورة تطوير الممارسة الصفية
    - دورة فئة المواد
- كلية الدراسات العليا في العلوم الطبية الحيوية
  - قسم العلوم الصحية (برنامج ماجستير)
    - دورة أطروحة الماجستير
    - ممرضة متخصصة (تمريض السرطان، تمريض الإشعاع) دورة تدريبية
    - الممرضة المتخصصة (التمريض الوراثي - الإرشاد الوراثي) دورة تدريبية
    - دورة تدريب القابلات
    - دورة تدريبية لممرضات المساهمة المجتمعية في تمريض السرطان

  - تخصص مشترك في علوم الطوارئ الطبية في حالات الكوارث - الإشعاع (برنامج ماجستير) (تأسست عام 2016)
    - دورة تدريبية لأخصائي السرطان - طبيب الأسنان
    - دورة تدريبية لطبيب - طبيب أسنان مساهمة مجتمعية في السرطان

  - تخصص العلوم الطبية (برنامج دكتوراه)
    - دورة تدريبية لأخصائي السرطان - طبيب الأسنان
    - طبيب مكافحة السرطان- دورة تدريبية لطبيب أسنان

  - قسم التحكم في علم الأمراض المعدية المستجدة (برنامج دكتوراه)
    - دورة تدريبية لأخصائي السرطان - طبيب الأسنان
    - دورة تدريبية لطبيب - طبيب أسنان مساهمة مجتمعية في السرطان

  - قسم العلوم الطبية الإشعاعية (برنامج الدكتوراه)
    - أخصائي السرطان - دورة تدريبية لطبيب أسنان
    - دورة تدريبية لطبيب - طبيب أسنان مساهمة مجتمعية في السرطان

  - تخصص مشترك في الطب الوقائي المتقدم (برنامج دكتوراه) (تأسس عام 2016)
    - أخصائي السرطان - دورة تدريبية لطبيب أسنان
    - دورة تدريبية لطبيب - طبيب أسنان مساهمة مجتمعية في السرطان

  - قسم العلوم الطبية الحيوية (برنامج ماجستير - برنامج دكتوراه)
    - دورة صيدلي متخصص في السرطان
    - دورة صيدلي مساهم متخصص في السرطان
- كلية الدراسات العليا في طب المناطق الحارة والصحة العالمية (برنامج ماجستير) (تأسست في أبريل 2015)
  - دورة طب المناطق الحارة
  - دورة تطوير الصحة الدولية
  - دورة الابتكار الصحي
- كلية الدراسات العليا للتنمية الصحية الدولية (برنامج ماجستير)
  - قسم التنمية الصحية الدولية
- كلية الدراسات العليا في الهندسة (أعيد تنظيمها من كلية الدراسات العليا للعلوم والتكنولوجيا اعتبارًا من 2011)
  - قسم الهندسة الشاملة (برنامج ماجستير)
    - دورة الهندسة الميكانيكية
    - دورة الهندسة الكهربائية والإلكترونية
    - دورة هندسة المعلومات
    - دورة الهندسة الإنشائية
    - دورة هندسة التصميم البيئي الاجتماعي
    - دورة الكيمياء - هندسة المواد
    - دورة هندسة البيئة المائية الدولية (تأسست عام 2015)

  - قسم هندسة نظم الإنتاج (برنامج دكتوراه)
    - دورة هندسة النظم
    - دورة هندسة المعلومات الكهربائية
    - دورة هندسة المواد
    - دورة علوم البيئة المائية الدولية (تأسست عام 2015)

  - قسم علوم إنشاء النظام الأخضر (دورة دكتوراه متكاملة لمدة 5 سنوات)
    - دورة إنشاء أنظمة الطاقة من الجيل التالي
    - دورة تكوين مادة وظيفية متقدمة
- كلية الدراسات العليا لتكنولوجيا المصايد وعلوم البيئة (أعيد هيكلتها من كلية الدراسات العليا للعلوم والتكنولوجيا اعتبارًا من 2011)
  - علوم المصايد (برنامج الماجستير)
  - قسم العلوم البيئية (برنامج الماجستير)
  - قسم الموارد البيئية والبحرية (برنامج الدكتوراه)
    - دورة علوم المصايد
    - دورة علوم البيئة

  - قسم علوم الحياة البحرية (دورة دكتوراه متكاملة لمدة 5 سنوات)
    - دورة علوم البيئة البيئية
    - دورة علوم تجديد الموارد البيولوجية

### معاهد ومؤسسات البحث التابعة للجامعة
- معهد جامعة ناغاساكي للطب الاستوائي (المعروفة باسم: معهد البحوث الحرارية، وهي ذات استخدام مشترك مع مركز الأبحاث)
  - قسم تحليل العوامل الممرضة
  - قسم تحليل أمراض المضيف
  - قسم طب البيئة
  - قسم البحوث السريرية
  - آسيا - مرفق أبحاث الأمراض المعدية في إفريقيا
    -  كينيا (نيروبي)
    -  فيتنام (هانوي)

  - ملحق بمتحف طب المناطق الحارة
- معهد أبحاث الإعاقة الطبية الناتجة عن القنبلة الذرية بجامعة ناغاساكي (ساكاموتو)
  - قسم مراقبة مخاطر الإشعاع
  - قسم تحليل وظائف الخلية
  - قسم تحليل وظائف الجينوم
  - القنبلة الذرية - قسم هيباكوشا الطبي
  - مركز تعزيز البحوث المشتركة لتأثير الإشعاع والصحة البيئية التابع (تأسس عام 2016)
- كلية الاقتصاد بجامعة ناغاساكي - معهد جنوب شرق آسيا للبحوث (كاتافوتشي)
- منظمة الاتصال للتعليم الدولي (أعيدت هيكلتها من مركز الطلاب الدوليين في 2013)
- منظمة الابتكار في مستقبل المحيط
  - مركز أبحاث الموارد البيئية لعموم شرق الصين

### المستشفى الملحق
- مستشفى جامعة ناجاساكي (1-7-1 مدينة ساكاموتو، مدينة ناجاساكي)

### المكتبة

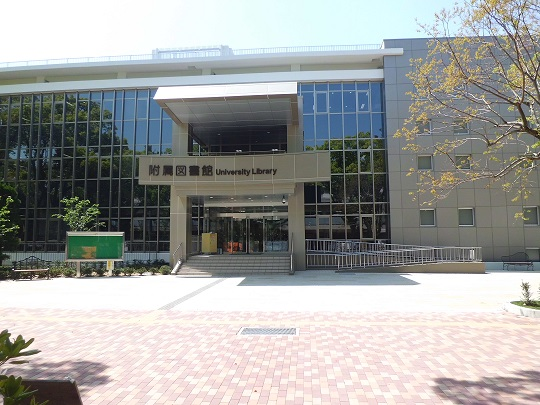
مكتبة جديدة (حرم بونكا) (اكتمل بناؤها في أبريل 2013)

- المبنى الرئيسي (المكتبة المركزية، بونكيو)
  - مبنى الجزء الاقتصادي (كاتافوتشي)
  - المكتبة الطبية (ساكاموتو)

### المدارس التابعة للجامعة
- روضة أطفال ملحقة بكلية التربية (4-23، بونكيوماتشي، مدينة ناغاساكي)
- مدرسة ابتدائية ملحقة بكلية التربية (نفس العنوان الآنف)
- المدرسة الإعدادية الملحقة بكلية التربية (نفس العنوان الآنف)
- مدرسة لذوي الاحتياجات الخاصة ملحقة بكلية التربية (42-1 ياناغيدانيماشي، مدينة ناغاساكي)

### مرفق مشترك للتعليم والبحث داخل الحرم الجامعي
- مركز الترويج الصحي والطب (سابقًا: مركز الإدارة الصحية)
  - فرع الحرم الجامعي ساكاموتو
  - غرفة الاستشارة بحرم كاتافوتشي
- مركز دعم أبحاث علوم الحياة الرائد
  - مرفق تجريبي للنظائر المشعة
  - منشأة اختبار الحيوانات
  - مرفق التجارب الجينية
- مركز البنية التحتية لتكنولوجيا المعلومات والاتصالات (أعيدت هيكلته من مركز البنية التحتية لوسائط المعلومات في 2014)
- مركز الإبداع التربوي (بونكا)، تأسس في أكتوبر 2013. (سابقًا: مركز تطوير وظائف التعليم الجامعي).
  - قسم القبول
  - تعليم درجة البكالوريوس
  - قسم تحسين التعليم
  - قسم اللاهوت والعلاقات الدولية
- مركز أبحاث الحوسبة المتقدمة (تأسس في أبريل 2010)
  - قسم الحايوب المتوازي
  - قسم حساب الوقت الحقيقي
- مركز التعليم وبحوث اللغة (تأسس في أبريل 2012)
  - قسم تعليم اللغة الإنجليزية
  - قسم تعليم اللغات الأجنبية للمبتدئين
- مركز البحوث لإلغاء الأسلحة النووية (RECNA) (تأسس في أبريل 2012)
- مبنى المشاركة الطلابية

- منشأة تدعم المشاركة الاجتماعية النشطة للطلاب في الأحداث المحلية والأنشطة التطوعية بالتعاون مع الجامعات والحكومات المحلية مثل محافظة ناغاساكي والمدن والبلدات وجمعيات السكان ومرافق الرعاية الاجتماعية.

- مركز تعزيز التنوع [بالإنجليزية] (أعيدت تسميته بمركز تعزيز المساواة بين الجنسين في عام 2015) (المعروف باسم مركز أوموياي)
  - العلاقات العامة - دائرة التوعية
  - قسم تعزيز التوازن بين العمل والحياة
  - قسم دعم الباحثات
  - لجنة خبراء دعم الرعاية طويلة المدى
- مركز الابتكار في اكتشاف الأدوية المتقدم (تأسس في يناير 2012)
  - غرفة دعم اكتشاف الأدوية
  - قسم اكتشاف الأدوية الأساسي
  - قسم اكتشاف الأدوية السريرية
  - قسم التجارب السريرية
- المركز الإقليمي للتعاون التعليمي والدعم (أنشئ في ديسمبر 2012)
  - قسم التعاون - الدعم بين المدرسة والجامعة بالمحافظة
  - قسم أعمال التعاون بين الجامعات
  - دورة تجديد رخصة المعلم بمحافظة ناغاساكي
  - قسم دعم التثقيف الاجتماعي (تأسس في أبريل 2016)
- مكتب دعم الطلاب للأشخاص ذوي الإعاقة (تأسس في أغسطس 2013)
- مركز أبحاث دعم خلق المستقبل في فوكوشيما (تأسس عام 2014)
  - قسم دعم الأعمال
  - قسم دعم إعادة الإعمار
  - قسم دعم التعليم
- مركز الدعم الوظيفي
  - صالة جامعة ناغاساكي (مراكز البحث عن عمل في طوكيو، نيشي-شينجوكو، مدينة أوساكا، مدينة هيروشيما، مدينة فوكوكا) [16]

### كلية الدراسات العليا للتربية ومرفق البحث
- كلية التربية
  - مركز الممارسة التربوية التابعة (التعليم)
- كلية المصايد
  - سفينة تدريب ملحقة
    - «ناغاساكي مارو» (1551-7 تايراماشي، مدينة ناغاساكي)
    - «تسورويو مارو» (نفي العنوان أعلاه)
- كلية الدراسات العليا في العلوم الطبية الحيوية
  - مرفق البحوث الطبية للإعاقة الناتجة عن القنبلة الذرية (ساكاموتو، معروف باسم «جاكن»)
  - الحديقة النباتية الطبية الملحقة (بونكا)

### قاعة مؤتمرات - مدرج

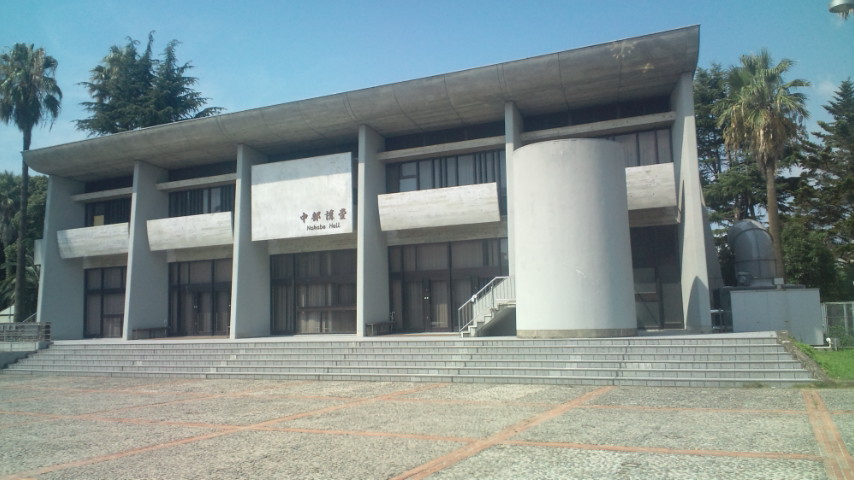
قاعة تشوبو (حرم بونكيو الجامعي)

- قاعة نكابي

### المرافق
- جامعة ناغاساكي التعاونية، كافتيريا الطلاب
  - متجر التعليم
  - كلية الاقتصاد
  - متجر كلية الطب
  - متجر طب الأسنان
  - متجر صحي
- قاعة الطلاب
- المنزل الدولي (سكن للطلاب الدوليين) - يوجد موقعان، نيشيماشي وساكاموتوشو.

### مرافق أخرى
- مكتب جامعة ناغاساكي بطوكيو (1-9-17 كودانكيتا، تشيودا-كو، طوكيو)
- مركز شيمبارا للتدريب المشترك التابع لجامعة منطقة كيوشو الوطنية (مدينة شيمبارا، محافظة ناغاساكي)

## النهج التعليمي والبحثي

### الأبحاث

#### برنامج «مراكزالخبرة الرفيعة» للقرن الحادي والعشرين
- 2003

النظام الطبي
- القاعدة الإستراتيجية العالمية لمكافحة الأمراض المدارية والأمراض المعدية الناشئة

#### برنامج «مراكزالخبرة الرفيعة» العالمي
- 2007

مجالات متعددة التخصصات ومعقدة وجديدة
- المركز الاستراتيجي الدولي للتحكم في مخاطر الصحة الإشعاعية

- 2008

النظام الطبي
- إستراتيجية المكافحة العالمية المتكاملة لأمراض المناطق المدارية والأمراض المعدية الناشئة

#### جائزة نوبل
- حصل الدكتور أوسامو شيمومورا (قسم الصيدلة المهنية التابعة لجامعة ناغاساكي الطبية) في عام 2008 إلى جائزة نوبل في الكيمياء.

### التدريب

#### البرنامج المُعتمَد
- كلية الدراسات العليا في الهندسة
  - تدريب مهندسي البيئة المائية من خلال التعاون بين الجامعات اليابانية والصينية والكورية (منذ 2010)
(وزارة التعليم والثقافة والرياضة والعلوم والتكنولوجيا: مشروع تدريب مهندس البيئة المائية من خلال التعاون بين الجامعات اليابانية والصينية والكورية)

تقبل الجامعة الطلاب الأجانب بشكل رئيسي من الصين وكوريا الجنوبية في قسم الهندسة الشاملة (برنامج ماجستير) دورة هندسة التصميم الاجتماعي والبيئي ودورة الكيمياء - هندسة المواد.

- برنامج الحفاظ على البيئة المائية
- برنامج معالجة المياه - استغلال المياه

- كلية الدراسات العليا في العلوم الطبية الحيوية
  - خطة تعزيز البنية التحتية للتدريب المهني في مجال السرطان (منذ 2012)

في أعقاب «خطة التدريب المهني للسرطان» (2007 - 2011)، يجري تطوير «خطة تعزيز البنية التحتية للتدريب المهني للسرطان في كيوشو».
  - منهج تطوير عقل التصنيع الطبي (كلية الطب - الهندسة) - دورة تدريب الكوادر الطبية الهجينة (منذ 2013)
(وزارة التربية والتعليم والثقافة والرياضة والعلوم والتكنولوجيا مشروع تشكيل مركز تدريب الموارد البشرية والبحوث الطبية المستقبلية (أ))
  - برنامج تطوير القادة العالميين في مجال لأمراض المدارية - مكافحة الأمراض المعدية الناشئة (منذ 2012)
(الجمعية اليابانية لتعزيز العلوم: برنامج قيادة تعليم الدكتوراه (منهج واحد فقط))

## الحرم الجامعي

### حرم بونكيو الجامعي
يعد حرم بونكيو الجامعي الأكبر بين الثلاثة. ومع ذلك، نظرًا لصغر الأراضي المسطحة المتواجدة في ناغاساكي، فإن الحرم الجامعي صغير لا يليق بجامعة وطنية، وتبلغ مساحته حوالي 180 ألف متر مربع فقط.
يضم الحرم مقر الجامعة ومبنى تعليم الفنون الحرة (قسم الفنون الحرة سابقًا) الذي يلقي محاضرات حول الفنون الحرة، ومبنى التعليم في 7 كليات (كلية التربية، وكلية مصايد الأسماك، وكلية الهندسة، وكلية الصيدلة، وكلية العلوم البيئية، وكلية علم الاجتماع متعدد الثقافات، وكلية علوم بيانات المعلومات). نظرًا لتواجد 6 كليات في مكان واحد، تزداد التبادلات بين كليات الطلاب، وتجمع الطلاب وحدة قوية في أنشطة النادي.
بُني حرم بونكيو الجامعي حيث كان يتواجد مصنع ميتسوبيشي للأسلحة في أوهاشي أثناء حرب المحيط الهادئ، وهو أحد المناطق التي تضررت بشدة من جراء القصف الذري لمدينة ناغاساكي. كان هناك نادٍ للبنين تابع لمدرسة ناغاساكي العادية، والتي كانت سلفًا لكلية التربية، لكن انهيار مبنى المدرسة حثم نقله إلى أومورا. عادت الكليات التي كانت مشتتة في مدينة أومورا ومدينة ساسيبو ومدينة إيساهايا في وقت إنشاء جامعة ناغاساكي تدريجياً مع إعادة الإعمار بعد الحرب، وتم تشكيل الحرم الجامعي الحالي.
يحتوي الحرم الجامعي على أربع بوابات. وقع بناء قاعة ناكابي، بعد مدخل البوابة الرئيسية مباشرة (على طول الطريق السريع الوطني 206، حيث تسير عربات الترام) بأموال تبرع بها كينكيشي ناكابي، تمامًا مثل جامعة طوكيو للعلوم البحرية والتكنولوجيا وجامعة فيشرز. حاليًا، لا يتم استخدامه إلا للمحاضرات والاجتماعات، ولكن أيضًا للمحاضرات وأنشطة الأندية. نظرًا لأن الساحة أمام القاعة تبرز من الخارج، فهي أيضًا مرتع لاسترخاء طلاب جامعة ناغاساكي والجيران باعتباره مكانا للاجتماع والراحة. على الجانب الشمالي من أرض الجامعة، توجد صالة للألعاب الرياضية وملعب تنس ترابي. يوجد في محيط البوابة الشمالية منطقة سكنية بها العديد من الشقق للطلاب. كما يوجد روض أطفال ومدارس ابتدائية وثانوية ملحقة بكلية التربية في الجانب المقابل من الشارع. ترتبط البوابة الشرقية  بطريق محافظة ناغاساكي رقم 113، خط ناغاساكي شوماشي والطريق المداري لناغاساكي. نظرًا لوجود مدرسة جونشين الإعدادية الثانوية ومدرسة جونشين الثانوية للبنات في الجانب المفابل من الشارع، فإن المنطقة الواقعة بين البوابة الرئيسية والبوابة الشرقية لحرم بونكيو هي طريق مدرسي خاص بطلاب جونشين. فور الدخول من البوابة الجنوبية، ستجد موقفًا للدراجات ومركزًا للبنية التحتية لوسائط المعلومات ومركزًا للترويج الصحي والطب ومبنى كلية التربية.
يضم الحرم كذلك جامعة اليابان المفتوحة، ومركز ناغاساكي التعليمي. بينها وبين الجامعة المفتوحة في اليابان اتفاقية لتبادل النقاط (نظام يسمح بقبول النتائج التي أحرزها الطالب في جامعة أو مدرسة أخرى)، ويمكن اعتبار النتائج المحصلة في جامعة اليابان المفتوحة نتائجا مطلوبة للتخرج.

### حرم ساكاموتو
يضم حرم ساكاموتو الجامعي كلية الطب، ومبنى لتعليم طب الأسنان، ومعهد لأبحاث الطب الاستوائي، ويقع بجانب مستشفى جامعة ناغاساكي.
كلية الطب هي سلف جامعة ناغاساكي الطبية السابقة. بسبب القنبلة الذرية التي أُسقطت في الساعة 11:02 صباحًا يوم 9 أغسطس 1945، مات أعضاء هيئة التدريس والطلاب الذين كانوا في مبنى التعليم والمستشفى في جامعة الطب في ساكاموتو-تشو بالقرب من مركز الرعاية الصحية (ماتسوياما-تشو) ومات كذلك المرضى نتيجة القنبلة وفُقدت المؤلفات والمواد البحثية المخزنة في الجامعة، كما تضرر المبنى بشدة. وقد تخرج تاكاشي ناغاي من جامعة ناغاساكيالطبية وكان يعمل فيها أستاذا مساعدا عندما أُسقطت القنبلة الذرية. مباشرة بعد إلقاء القنبلة، تم تفريق المباني المدرسية والمستشفيات في كوزينماتشي وناغاساكي وأومورا وإيشايا، ولكن مع إعادة الإعمار بعد الحرب، أعيدت هذه المؤسسات إلى أرضها السابقة.

### حرم كاتافوتشي
لحرم كاتافوتشي الجامعي التاريخ الأطول بين الحُرُم الجامعية الثلاثة التابعة لجامعة ناغاساكي منذ أن تأسست مدرسة ناغاساكي التجارية العليا في عام 1905 (السنة 38 من فترة ميجي)، ويضم اليوم كلية الاقتصاد. تعتبر الهندسة المدنية للحرم والمباني من قبيل مستودع كلية الاقتصاد (مستودع الأسلحة النارية السابق) والجسر المقوس (كوباياشي كايكان)، ممتلكات ثقافية مادية وطنية. تُعد أشجار أزهار الكرز في الحرم الجامعي بكونها أماكن لمشاهدة أزهار الكرز (هانامي)، وتطير اليراعات على طول نهر ناكاشيما الذي يمر بجانب أرض المدرسة.
عندما أُلقيت القنبلة الذرية، كانت الأرض الحاضنة لمدرسة كاتافوتشي محاطة بالجبال ما خفف من الضرر اللاحق، وقد تم إنشاء المقر المؤقت لجامعة ناغاساكي الطبية. كما ذكر أعلاه، فقدت كلية ناغاساكي الطبية الكثير من المؤلفات والمواد البحثية، في حين حافظت كلية الاقتصاد على العديد من المواد البحثية الباقية منذ فترة ميجي ووثائق تستعرض التبادلات الاقتصادية مع الصين قبل الحرب وشبه الجزيرة الكورية. كما أن في حيازتها صورة تظهر فيها جزيرة دييما في نهاية فترة إيدو (في سنوات باكوماتسو).

## المواصلات
على الرغم من أن مدينة ناغاساكي تقع فوق أرض معظمها تلال، إلا أن العديد من الطلاب يفضلون الذهاب إلى المدرسة بدراجات خفيفة الوزن وتلك التي تعمل بالطاقة الكهربائية.
تقع نظم المواصلات التالية كلها أمام محطة ناغاساكي.

### حرم بونكيو
كلية الآداب، كلية الصيدلة، كلية الهندسة، كلية التربية، كلية علوم البيئة، كلية المصايد، كلية علم الاجتماع متعدد الثقافات
- خط جيه آر كيوشو ناغاساكي الرئيسي
- خط ترام ناغاساكي الكهربائي الرئيسي
- حافلة ناغاساكي
- حافلة المحافظة

### حرم ساكاموتو
- كلية الطب، كلية طب الأسنان، معهد طب المناطق الحارة، مستشفى جامعة ناغاساكي (كلية طب الأسنان مجاورة للمستشفى، لكن كلية الطب ومدرسة الصحة بعيدتان قليلا عن المستشفى.)
  - حط جي آر كيوشو ناغاساكي الرئيسي
  - خط ترام ناغاساكي الكهربائي
  - حافلة ناغاساكي
  - حافلة أوتوبيس مجانية من مكتب بريد ناغاساكي كيتا - «أمام مدخل المستشفى الجامعي» «أمام مدخل قسم الأسنان» محطة الحافلات

### حرم كاتافوتشي
- كلية الاقتصاد
  - JR كيوشو ناغاساكي الخط الرئيسي
  - ترام ناغاساكي الكهربائي (الخطوط: 2، 3، 4، 5)
  - حافلة المحافظة
  - حافلة ناغاساكي

## الحياة الطلابية

### الفعاليات السنوية
مراسم الانخراط والتخرج

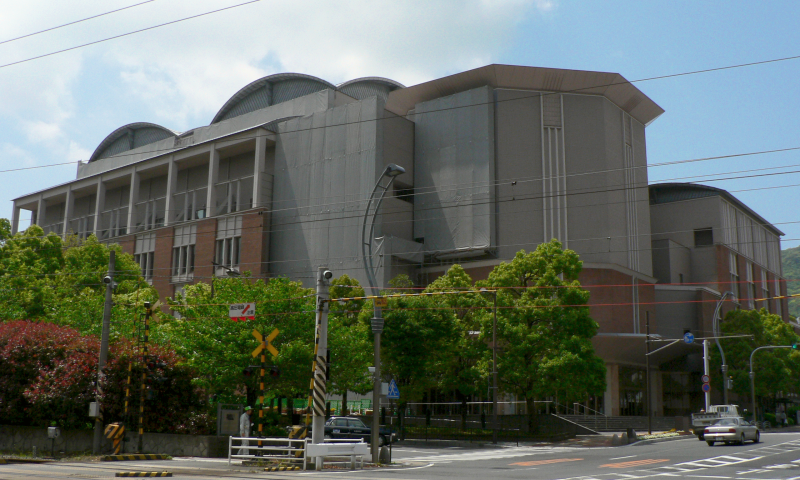
قاعة ناغاساكي القرميدية

تقام مراسم الانخراط والتخرج في الصالة الكبيرة في قاعة ناغاساكي القرميدية. قبل افتتاح القاعة، كانت تُقام المراسم في rقاعة ناغاساكي العامة منذ عام 2005، تم استهلال مراسم الانخراط والتخرج بأداء من جوقة جامعة ناغاساكي وأوركسترا جامعة ناغاساكي.
المهرجان المهيب
- المهرجان المهيب هو مهرجان تقيمه اللجنة التوجيهية لجامعة ناغاساكي. منذ عام 2009 (السنة 21 من فترة هيسي)، تم تنظيم حدث يسمى «يوم العودة لجامعة ناغاساكي».
- يقام المهرجان المهيب عادة في أواخر نوفمبر من كل عام في عشية ثلاثة أيام. منذ عام 2011 (السنة 23 من فترة هيسي)، تم تقصير المهرجان الرئيسي إلى يومين (الجمعة والسبت).
- يقام المهرجان في ثلاثة مواقع: الحرم الجامعي (مهرجان بيئي، مهرجان تعليمي، مهرجان هندسي، مهرجان صيدلاني)، حرم كاتافوتشي (مهرجان اقتصادي)، وحرم ساكاموتو (مهرجان علوم طب الأسنان).
- في كلية المصايد (حرم بونكيو الجامعي)، يطلق على المهرجان «كويوساي». نظرًا لوقوع مشاكل مع اللجنة التوجيهية لمهرجان جامعة ناغاساكي، فقد قُرر عقده بشكل مستقل عن المهرجان المهيب منذ عام 2006 (السنة 18من فترة هيسي).
- تقيم كلية الطب (حرم ساكاموتو) معرضا مرة كل ثلاث سنوات تحت اسم «المعرض الطبي». تم عقده مؤخرًا في 12 نوفمبر 2016 (السنة 28 من فترة هيسي).

اليوم الثقافي الدولي
اليوم الثقافي الدولي هو حدث دولي برعاية الطلاب يقام في شهر يوليو في قاعة ناكابي في حرم بونكيو الجامعي وحولها. وقد أقيم لأول مرة عام 2003 (سنة 15 من فترة هيسي). في الكاتاكانا،

### نشاطات خارجية
- بالنسبة لأنشطة النادي والنشاطات اللا مدرسية، يرجى الاطلاع عليها في موقع جامعة ناغاساكي.[21]

## مسؤولي الجامعة

### رابطة الخريجين
- رابطة خريجي جامعة ناغاساكي

تأسست رابطة خريجي الجامعة في أكتوبر 2005 بهدف التعاون مع الكليات الثمانية التالية، ومعهد أبحاث واحد تابع للجامعة، وما مجموعه تسع جمعيات للخريجين تعمل بشكل مستقل.
- كلية الاقتصاد - جمعية المصلحة العامة في كيرينكاي
- كلية التربية - جامعة ناجازاكي رابطة خريجي تامازونو
- كلية الطب- جمعية خريجي الطب في ناغازاكي
- رابطة خريجي كلية طب الاسنان - كلية طب الاسنان
- جمعية خريجي كلية الصيدلة تشوياكو
- كلية الهندسة - رابطة خريجي كلية الهندسة
- كلية المصايد - كاكوسوى - كاي
- كلية العلوم البيئية - ريوكويوكاي
- معهد طب المناطق الحارة - المعهد الحراري للعلوم الحرارية

## المدرسة الشقيقة
جامعة كاوشيونغ الطبية [بالإنجليزية] ( جمهورية الصين)
جامعة كاوشيونغ الوطنية للعلوم البحرية والتكنولوجيا ( جمهورية الصين)

## أشهر الخريجين
- تاكاشي ناجاي (دكتور في الطب)
- أوسامو شيمومورا (الحائز على جائزة نوبل في الكيمياء)
- كوزو أكينو (عضو مجلس المستشارين)
- يويتشي سيراي (روائي)
- ماسافومي أورا (لاعب كرة طائرة سابق)
- مايوكو أوشيما (مذيع سابق)
- هودو ناكامورا (حاكم ناغازاكي)
- تسوتومو توميوكا (عضو مجلس النواب)
- شيجيو فوكوتشي (رئيس NHK السابق، الرئيس السابق لشركة Asahi Breweries)
- ناتسوكي تويوساكي (مذيع)
- يوكي توموناري (مذيع سابق)
- كيوكو هاياشي (روائي)
- شيجيكازو هاياشيدا (مذيع)
- توشيو شيماو (روائي)
- كينغو شيمادا (مذيع)
- تشيناتسو ناجاوكا (مذيع)
- ميتشيتيرو كوسابا (فنان مانغا)
- كيوكو شيدو (فنان مانغا)
- تاكيهيرو كاميغاما (رئيس شركة تي دي كاي)
- شونيتشي ياماشيتا (مستشار إدارة المخاطر الصحية للإشعاع بمحافظة فوكوشيما)
- كانيشي كوبو (حاكم ناغاساكي السابق)
- إيكوزو أووكا (وزير التعليم والثقافة والرياضة والعلوم والتكنولوجيا السابق)
- تاداشي شيباتا (الرئيس والمدير التنفيذي لشركة كوزموس للأدوية)
- مادوكا كيتامورا (المدير التمثيلي والرئيس والمدير التنفيذي لشركة TOTO Ltd.)
- أتسونوري شيراكاوا (الرئيس والمدير التنفيذي لشركة Village Vanguard Corporation)
- شينيتشي ناجاماتسو (المدير التمثيلي لشركة Daito Chemix)
- توشياكي كانيميتسو (الرئيس والمدير التنفيذي لشركة Kanemitsu)
- توشيرو فورومورا (رئيس بنك فوكوكا تشو)
- نوبوهيرو أراي (الرئيس والمدير التنفيذي لشركة Dainippon Consultant)
- أكو ناغاو (مذيع تلفزيون فوجي)
- تيروميتسو وياما (نائب الرئيس، جامعة نوبواي، واكاياما، عميد كلية التربية)

## فضائح

### قضايا التحرش الجنسي
- في 25 نوفمبر 2005، قامت جامعة ناغاساكي بتأديب أستاذ في الستينيات من عمره ينتمي إلى كلية الدراسات العليا للطب وطب الأسنان والعلوم الصيدلانية بتعليقه عن الخدمة لمدة ثلاثة أشهر لتكراره لفعل التحرش الجنسي من قبيل إرسال رسائل بريد إلكتروني بذيئة إلى موظفات. كان الأستاذ لمدة ثلاث سنوات من صيف 2002، يرسل العديد من الرسائل الإلكترونية إلى الموظفات يسألهن عن لون الملابس الداخلية وما إذا كن يرتدين المشدات أم لا، وقام بتحرش جسدي في غرفة الأستاذ. في يونيو 2005.[22]
- في 13 فبراير 2006، ألقى مركز شرطة أوراكامي التابع لشرطة محافظة ناغاساكي القبض على مدرس في الثلاثينيات من عمره ينتمي إلى كلية الطب وطب الأسنان والعلوم الصيدلانية للاشتباه في إلحاقه إصابات فاحشة قسرية بطالبة في جامعة ناغاساكي. في حوالي الساعة 11:45 مساءً في 18 نوفمبر 2005، نصب عضو هيئة تدريس كمينًا وعانق طالبة في جامعة ناجاساكي في العشرينات من عمرها كانت على وشك العودة إلى شقتها في مدينة ناغاساكي، أصيبت الطالبة نتيجة فعله الفاحش في ذراعها اليمنى لمدة 3 أسابيع. في سبتمبر 2005، بدأ المدرس يرغمها على المواعدة في أعقاب حفل للشرب مع الطالبة، وفي أكتوبر جلس أمام الباب الأمامي للطالبة وطالبها بلا هوادة أن «تدخل». تم الإبلاغ عن الحادثة إلى سلطات الجامعة في 11 يناير من العام التالي. قامت جامعة ناغاساكي بتأديب الأستاذ. في مؤتمر صحفي، قال تاكيشي ساكياما، مدير جامعة ناغاساكي: «أعتقد أنه كان هناك غطرسة من جانب أعضاء هيئة التدريس، بما في ذلك الأستاذ. أنا آسف جدا.» تم تشخيص الطالبة لاحقًا بأنها مصابة باضطراب ما بعد الصدمة (PTSD).[23]

### قضية مضايقة
- في 24 أبريل 2011، قال عميد كلية العلوم البيئية، وهو أستاذ في الستينيات من عمره، إنه مارس مضايقات على أستاذ في الأربعينيات من عمره، مثل إلقاء اللوم عليه في الهاتف وضرب كتفه بشدة. ورد في اجتماع هيئة التدريس في مارس من نفس العام، اعتراف العميد بالحقائق واعتذر. في ديسمبر 2010، أرسل الأستاذ الضحية رسالة إلكترونية إلى العميد يطلب فيها بـ«اعتذار الصادق».[24]

### قضية قتل
- في 14 سبتمبر 2021، ألقت الشرطة القبض على طالب يبلغ من العمر 25 عامًا في كلية العلوم الصيدلانية بجامعة ناغاساكي في مدينة ناغاساكي للاشتباه بضلوعه في جريمة قتل بضرب رأس امرأة تبلغ من العمر 79 عامًا بجهاز غير حاد في منزل بمدينة توسو. محافظة ساغا.[25]

### تعاطي المخدرات
- في 30 يناير 2020، ألقي القبض على طالب يبلغ من العمر 22 عامًا بكلية صيد الأسماك بتهمة انتهاك قانون مكافحة الحشيش.
- في 6 مايو 2020، تم القبض على طالب يبلغ من العمر 19 عامًا بكلية صيد الأسماك بتهمة انتهاك قانون مكافحة الحشيش.[26]

## روابط خارجية
الموقع الرسمي للجامعة